# Jelovice
Jelovice so naselje, ki spadajo pod občino Majšperk. Ležijo v skrajno zahodnem delu Haloz na severovzhodu Slovenije, ter spadajo pod Štajersko pokrajino in podravsko regijo. Ljudje se ukvarjajo z živinorejo ter vinogradništvom. Na vrhu naselja (539 m) stoji cerkev sv. Bolfenka.

## Ime
Ime naselja se je leta 1955 iz Svetega Bolfenka v Halozah preimenovalo v Jelovice. Ime je bilo spremenjeno na podlagi zakona o imenih naselij in poimenovanjih trgov, ulic in zgradbe iz leta 1948, kot del prizadevanj slovenske povojne komunistične vlade za odstranitev verskih elementov iz toponimov.

## Cerkev
Krajevna cerkev iz 14. stoletja, je posvečena sv. Bolfenku in spada pod župnijo Majšperk.